# دوغلاس إل. بيترسون
دوغلاس إل. بيترسون (بالإنجليزية: Douglas L. Peterson)‏ هو شخصية أعمال ورائد أعمال أمريكي، ولد في 1959.